# Königlicher Schachbund Belgien
Der Königliche Schachbund Belgien (KSB) (französisch Fédération Royale Belge des Échecs, niederländisch Koninklijke Belgische Schaakbond) ist die Dachorganisation der Schachspieler in Belgien. Sie wurde am 18. Juli 1920 gegründet und ist Mitglied im Weltschachbund FIDE.
Der Schachbund ist verantwortlich für die belgischen Interclub-Ligen, die nationale Einzelmeisterschaft aller Altersklassen und die Vertretung des belgischen Schachsports auf internationaler Ebene.
Er besteht aus den Verbänden der drei belgischen Gemeinschaften:
- Schachverband der Deutschsprachigen Gemeinschaft Belgiens (SVDB) – deutsch
- Fédération Échiquéenne Francophone de Belgique (FÉFB) – französisch
- Vlaamse Schaakfederatie (VSF) – niederländisch